# سكوايرز (ميزوري)
سكوايرز (بالإنجليزية: Squires)‏ هي إحدى المجتمعات الفردية (غير مصنفة) في ولاية ميزوري في الولايات المتحدة الأمريكية.